# ヴェルサイユ行進

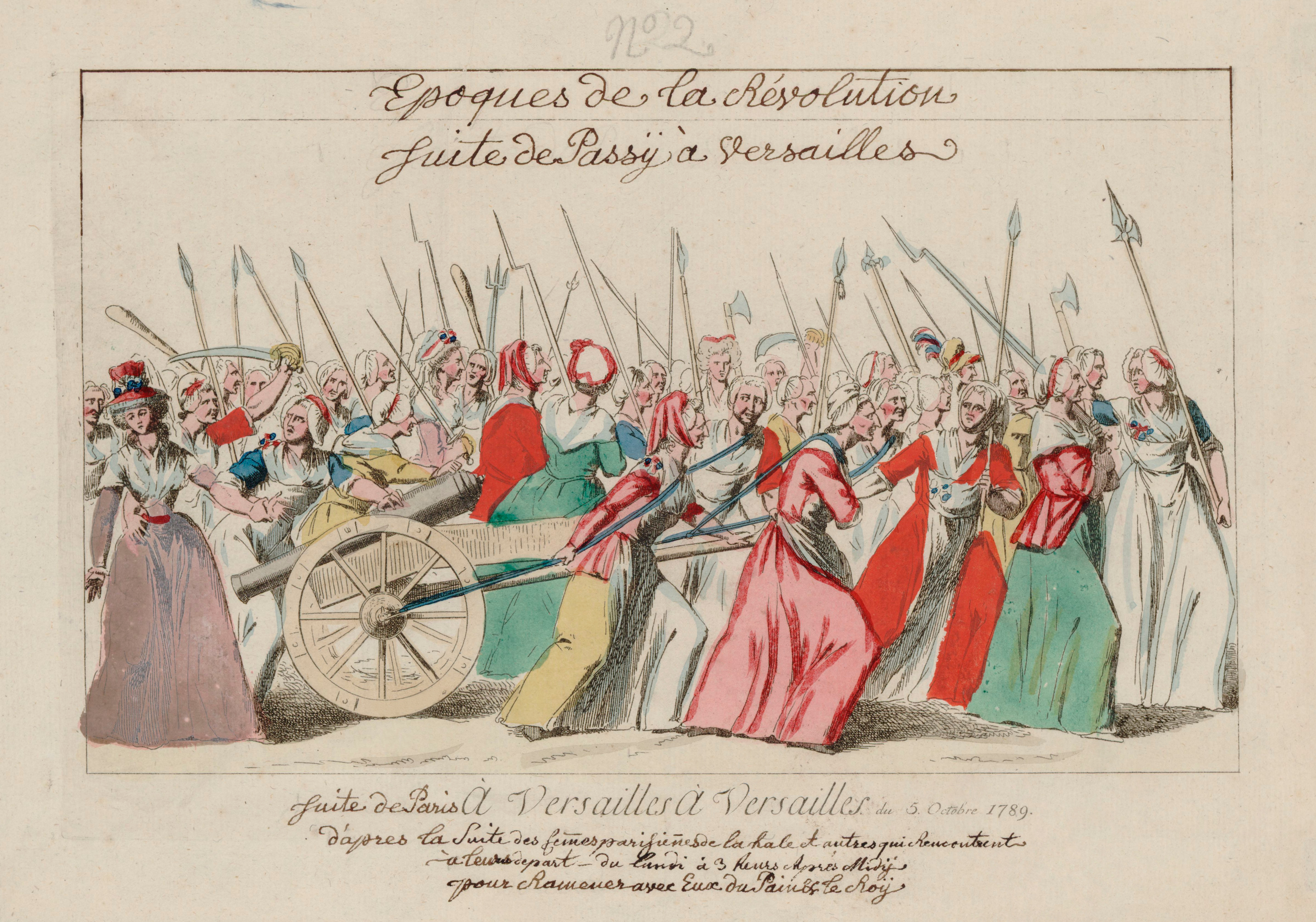
ヴェルサイユ行進のイラスト

ヴェルサイユ行進（ヴェルサイユこうしん、フランス語：La Marche des Femmes sur Versailles）は、フランス革命の際、1789年10月5日、女性を中心としたパリ市民がヴェルサイユ宮殿まで行進し、フランス王国国王ルイ16世をパリに連行した事件である。別名「十月事件」「十月行進」。

## 背景
革命勃発当時のフランスでは、前年の凶作や政情不安のため穀物の売り渋りが横行し、パンをはじめとする食料品の価格高騰にパリ市民は苦しんでいた。
庶民の生活が窮乏する中にあっても、ヴェルサイユ宮殿では豪奢な宴が催された。更にその席上、近衛兵が国王ルイ16世の面前でパリ市民を象徴する三色帽章（トリコロール）を踏みにじった。革命の否定を示すこの報が伝わると、民衆の間に怒りが広がった。

## 決起
1789年10月5日の早朝、パリの広場に集まった約7,000人の主婦らが「パンを寄越せ」などと叫びながら、国王と議会に窮乏を訴えるため、ヴェルサイユに向かって行進を開始した。この行進を先導したのはパリ市の女性達であったため、ラファイエットの率いる2万の軍隊はヴェルサイユへ行進する群衆を止めることが出来ず、群衆の後をついて行くことしかできなかった。ヴェルサイユへ向かう群衆はバスティーユ牢獄襲撃事件の功労者マイヤールを先頭に、降りしきる雨の中、約20kmの道のりを6時間かけて行進した。ヴェルサイユが近づくにつれ、人々はさらに多くなり、群衆の多くが武器を持ち、ついには大砲まで持ち出したといわれる。
この時、王妃マリーアントワネットは子供たちとプチ・トリアノンの王妃の村里で散策を行っていたが、小姓による報告を受けて大急ぎで宮殿へ戻っていった。これを機に彼女がプチ・トリアノンに戻ることは無かった。国王ルイ16世はこの日も狩猟に出ており、ヴェルサイユ宮殿では残された貴族によって迫り来る群衆の対処を行うことになった。
ヴェルサイユ宮殿では国防大臣サン・プリースト伯爵の提案によって群衆がヴェルサイユ宮殿を包囲する前に、途中にあるサン・クルーやセーヴル、ヌイイなどの橋を軍隊に占拠させ、国王は800人の衛兵と共に群衆に向かい、その間に王妃をはじめとする国王一家はランブイエ城に避難し、国王は後から城に向かうという案が立てられたものの、マリーアントワネットがこれを拒否し、狩猟から帰還したルイ16世も宮殿に残る意向を示した。
雨が降りしきる中、15時頃にヴェルサイユ宮殿の門前に群衆が到着し、宮殿を守る近衛兵たちと騒動を起こすなど殺気立っていた。女性たちは国民議会へ押し入り、「パンを!パンを!」と要求し、数名の女性達が代表としてルイ16世と宮殿で面会することとなった。ルイ16世は代表団と面会し、ヴェルサイユの食料庫を解放することを許可したものの、宮殿を包囲する群衆らはこれに納得せず、「王妃を出せ!」などとさらに殺気立っていった。
サン・プリースト伯爵らは国王一家の安全を確保する為、国王一家をヴェルサイユからランブイエへ避難させようとしたものの、馬車が群衆に囲まれて動かなくなっているとの報告を受けた。これを知ったルイ16世は「宮殿に残る」と力なく伝え、8月に決めた『人権宣言』にも国民議会の希望で署名した。この直後にラファイエット率いる軍隊がヴェルサイユに到着し、国王一家と宮殿の守備を申し出たことで事態は一時的に収まった。
しかし翌6日未明、武装した市民の一部が宮殿に乱入し、これを阻止しようとしたスイス傭兵の近衛兵数名を殺害した。民衆は暴徒と化して宮殿に雪崩れ込んで略奪を行った。マリーアントワネットは隠し通路を使ってルイ16世の元へと避難した。群衆はルイ16世をバルコニーに出ることを要求し、ルイ16世がこれに応えると、「国王万歳!」との声が挙がった。しかし興奮した暴徒たちは次にマリーアントワネットがバルコニーへ出ることを要求した。パリ市民らを中心に多くの誹謗中傷に晒されていたマリーアントワネットがバルコニーに出ることは危険と思われたものの、アントワネットがラファイエットに接吻されると群衆たちから「王妃万歳!」との声が挙がった。群衆は次に「国王よパリへ帰れ!」と要求し、ルイ16世は意気消沈して民衆の要求を呑み、その日の午後に国王一家は民衆によってヴェルサイユからパリへ連行され、それ以降はパリのテュイルリー宮殿に住むこととなった。
なお、王位簒奪を狙うオルレアン公ルイ・フィリップが、この事件を煽動したともいわれる。

## その後
事件以後、国王一家はパリのテュイルリー宮殿に住み、事実上パリ市民に監視される日々を送ることとなる。国王と共に議会の機能もパリに移動した。
「封建的特権の廃止宣言」や「人権宣言」を国王が承認したことから、政局の混乱は一応沈静化した。しかし国王一家はウィーンへの逃亡を図り、それが未遂に終わり（ヴァレンヌ事件）、民衆は王家に対する不信を決定的なものにした。やがて国王夫妻を裁判にかけ、裁判で有罪とされた国王夫妻は処刑されるに至る。